# 王超 (1979年)
王超（1979年5月16日—），男，辽宁沈阳人，中国足球运动员，曾经入选过国少队。

## 生平
1998年，王超作为被广泛看好的新秀加盟深圳队，但因个人原因没能在深圳实现预期的高度，期间涉及“深圳六君子”事件。后辗转在青岛和重庆征战顶级联赛，2007年回归家乡加盟辽宁队。2009年转投刚刚升上甲级联赛的家乡球队沈阳东进。2011年一度再下深圳加盟深圳凤凰，后加盟乙级队福建骏豪任球员兼教练，助球队升入中甲后退役担任管理职位。2013年骏豪被转让到石家庄，王超留在福建参与泉州超越的组建。